# Villavieja (Orense)
Villavieja (llamada oficialmente Santa María da Cabeza da Vilavella) es una parroquia y un pueblo del municipio español de La Mezquita, en la provincia de Orense, Galicia.

## Toponimia
La parroquia también es conocida por los nombres de Santa María de Vilavella y Santa María de Villavieja.

## Geografía
La parroquia está atravesada por la carretera N-525 y la autovía A-52, así como por la línea de ferrocarril Madrid-La Coruña. La Estación de La Mezquita-Villavieja prestó servicio ferroviario hasta 2013. Por aquí también pasa el Camino de la Plata del Camino de Santiago.

## Historia
En el Diccionario Madoz se le cita como "Villavieja", y se afirma que entonces tenía 300 habitantes.

## Organización territorial
La parroquia está formada por una entidad de población:
- A Vilavella

## Demografía
Gráfica demográfica del pueblo y parroquia de Villavieja según el INE español:
| Gráfica de evolución demográfica de Villavieja entre 2000 y 2022 |
|                                                                  |
| Datos según el nomenclátor publicado por el INE.                 |